# Zuozhen (Tainan)
Zuozhen (chinesisch 左鎮區, Pinyin Zuǒzhèn Qū, Tongyong Pinyin Zuǒjhèn Cyu, Pe̍h-ōe-jī Chó-tìn-khu) ist ein Bezirk der regierungsunmittelbaren Stadt Tainan im Südwesten der Republik China auf Taiwan. Der Bezirk selbst verwendet die Umschriften Zuojhen (Tongyong Pinyin) und Juojhen.

## Lage und Beschreibung
Zuozhen liegt in der südöstlichen Ecke des Stadtgebiets von Tainan. Der Bezirk hat etwa die Form eines Rechtecks mit Kantenlänge von ungefähr 14 × 5,3 Kilometern. Das Terrain ist sehr hügelig und weist zahlreiche sogenannte Badlands auf. Die Erosion hat das Landschaftsbild mit steilen Berghängen, tiefen Tälern, Klippen und mäandernden Gewässern geprägt. Höchste Erhebung ist die Höhe 308 (308高地) nahe der Grenze zum Stadtgebiet von Kaohsiung, die nach ihrer Höhe über dem Meeresspiegel benannt ist. Die benachbarten Bezirke in Tainan sind Longqi und Xinhua im Westen, Shanshang im Norden sowie Yujing und Nanhua im Osten. Im Süden grenzt Zuozhen an das Stadtgebiet von Kaohsiung (Bezirk Neimen).

## Geschichte

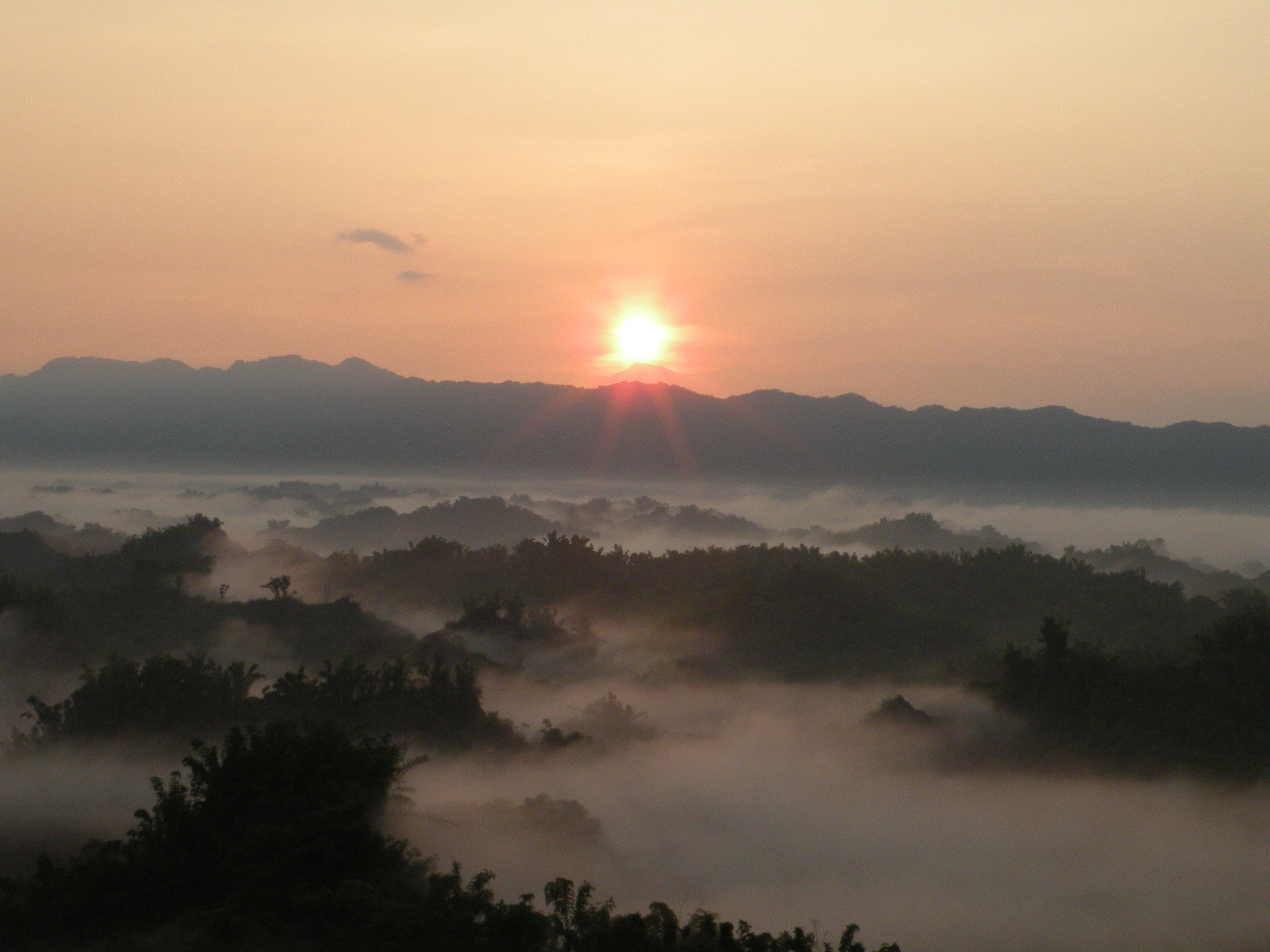
Sonnenaufgang in Erliao …

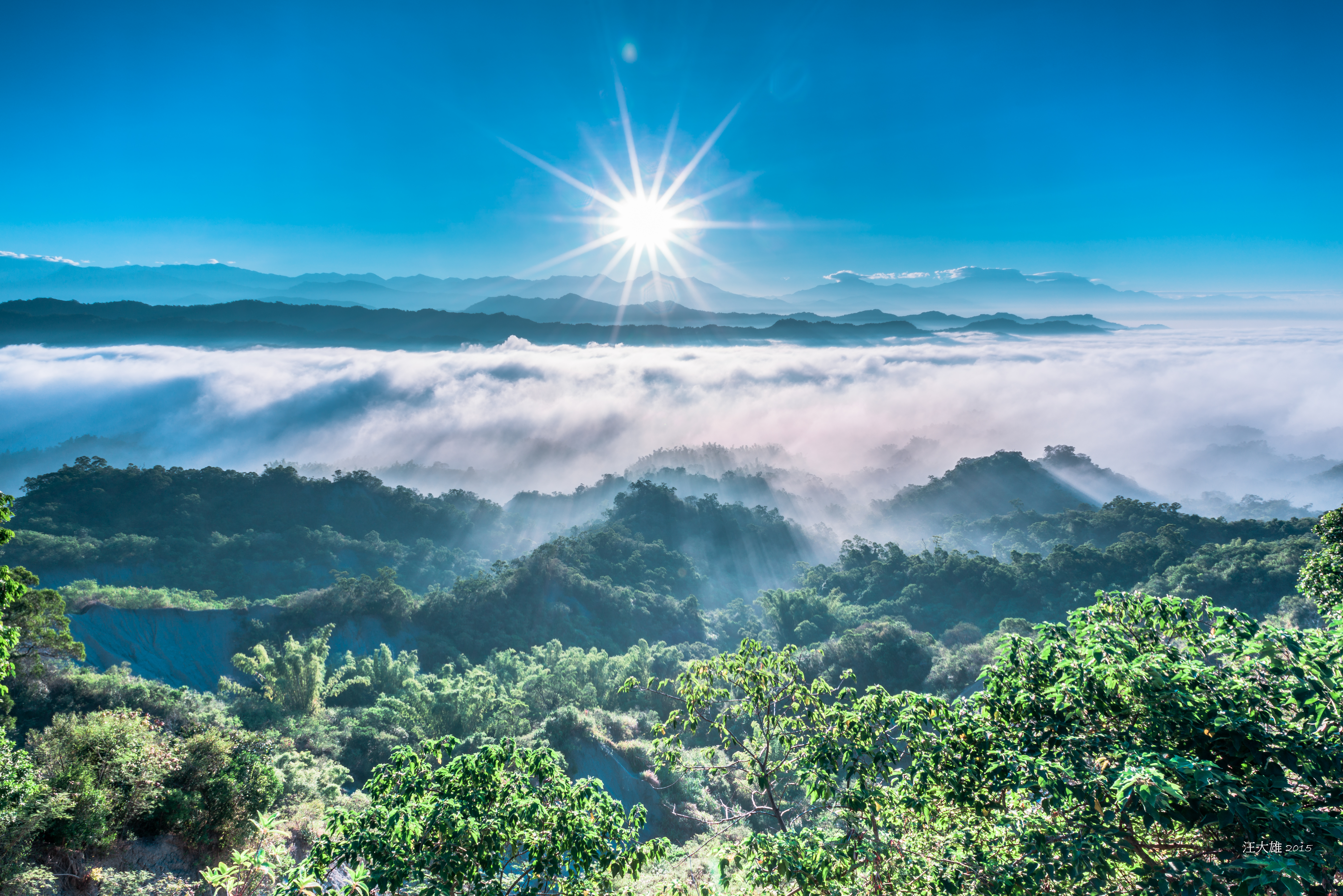
… und auf der Höhe 308.

Historisch ist Zuozhen vor allem aufgrund der prähistorischen und paläontologischen Funde interessant. Im Jahr 1931 entdeckte ein Anwohner im Flussbett des kleinen Flusses Ts’ai liao (菜寮溪,  Cài liáo Xī) ein Fossil, das später an Ichirō Hayasaka, Professor für Paläontologie an der damaligen Kaiserlichen Universität Taihoku (heutige Nationaluniversität Taiwan in Taipeh) gesandt und als Elefantenzahn identifiziert wurde. Die Gegend erwies sich als reich an Fossilien und mehrere wissenschaftliche Expeditionen wurden zur Erforschung unternommen. Unter anderem wurden 1936 Überreste eines taiwanischen Alligators Tomistoma taiwanicus gefunden und 1971 ein zu 40 Prozent intaktes prähistorisches Nashorn, das zu Ehren Hayasakas Rhinoceros sinensis hayasakai benannt wurde. Das Alter dieser Nashorn-Fossilien wurde auf 450.000 bis 900.000 Jahre geschätzt.
1971 wurden im Flussbett des Ts’ai liao die ersten prähistorischen menschlichen Funde in Taiwan gemacht. Es handelte sich um mehrere Schädelfragmente und Backenzähne, die auf ein Alter von 20.000 bis 30.000 Jahren datiert wurden. Der hier gefundene steinzeitliche Menschentypus erhielt später die Bezeichnung Zuozhen-Mensch.
In späterer, historischer Zeit wurde das Gebiet von Zuozhen von Angehörigen austronesischer Stämme besiedelt. Zur Zeit des Königreichs Tungning setzte ein Zustrom von Han-chinesischen Siedlern ein, die mit der Zeit die Bevölkerungsmehrheit ausmachten. Die Siedlungsdichte blieb jedoch zu allen Zeiten aufgrund der Abgelegenheit und der wenig ertragreichen Böden gering. Zur Zeit der japanischen Herrschaft (1895–1945) erfolgte im November 1920 eine größere Verwaltungsreorganisation von Taiwan und das Gebiet von Zuozhen wurde als Dorf Zuozhen (左鎮庄) im Kreis Xinhua (新化郡) in der Präfektur Tainan organisiert. Nach Übernahme Taiwans durch die Republik China im Jahr 1945 wurde Zuozhen zu einer Landgemeinde (鄉,  Xiāng) im neu gebildeten Landkreis Tainan. Mit der Auflösung des Landkreises am 25. Dezember 2010 und Angliederung an die Stadt Tainan wurde Zuozhen zu einem Stadtbezirk (區,  Qū) Tainans.

## Bevölkerung
Zuozhen ist vergleichsweise dünn besiedelt. Hinsichtlich der Einwohnerzahl stand der Bezirk mit 4172 Einwohnern (Juli 2024) unter den 37 Stadtbezirken Tainans an zweitletzter Stelle. Angehörige indigener Völker machen nur eine geringe Minderheit (unter 1 %) aus. Die Bevölkerungszahl nimmt seit längerem ab.
| Gliederung Zuozhens |
|                     |

## Administration
Zuozhen ist in 10 Ortsteile (里,  Lǐ) gegliedert.
1 Guanghe (光和里)

2 Ronghe (榮和里)

3 Zhongzheng (中正里)

4 Muguang (睦光里)

5 Neizhuang (內庄里)

6 Zuozhen (左鎮里)

7 Chengshan (澄山里)

8 Ganglin (岡林里)

9 Erliao (二寮里)

10 Caoshan (草山里)

## Verkehr
Die einzigen überregionalen größeren Straßen sind die Provinzstraße 20 („Nanheng-Landstraße“, „Südliche Inselquerstraße“, 南橫公路,  Nánhéng Gōnglù – „Südliche Landstraße horizontal“, Southern Cross-Island Highway) und die davon abzweigende Provinzstraße 20B (20乙; „Nanzuo-Landstraße“; 南左公路,  Nánzuǒ Gōnglù – „Landstraße Nanhua-Zuozhen“). Erstere verläuft in einer größeren Schleife durch den nördlichen Abschnitt von Zuozhen, letztere weist nur einen kurzen Verlauf von etwa 2,5 km in Zuozhen auf.

## Wirtschaft
Die Wirtschaftsstruktur ist durch die Landwirtschaft geprägt. Aufgrund der nährstoffarmen Böden können keine hohen Erträge erzielt werden und das Potential wird vor allem in der Produktion von Spezialprodukten und ökologischem Landbau gesehen. Die Hauptanbauprodukte sind Reis, Zuckerrohr und Bambussprossen.

## Sehenswürdigkeiten
Im Ortsteil Ronghe, nahe der Provinzstraße 20, befindet sich das Tsai-Liao-Fossilienmuseum (菜寮化石館,  Cài liáo huàshí guǎn). Der 1985–1988 erbaute Karma-Kagyü-Tempel (噶瑪噶居寺,  Gámǎ Gájū Sì) im Ortsteil Zuozhen ist ein tibetisch-buddhistischer Tempel der Kagyü-Richtung und der größte seiner Art in Taiwan. Vom Sonnenbeobachtungspavillon (觀日亭,  Guān Rì Tíng) im Ortsteil Erliao lassen sich Sonnenauf- und -untergänge beobachten. Auch von der Höhe 308 (308高地, ) im Ortsteil Caoshan sind eindrucksvolle Ausblicke auf ausgedehnte Badlands möglich.

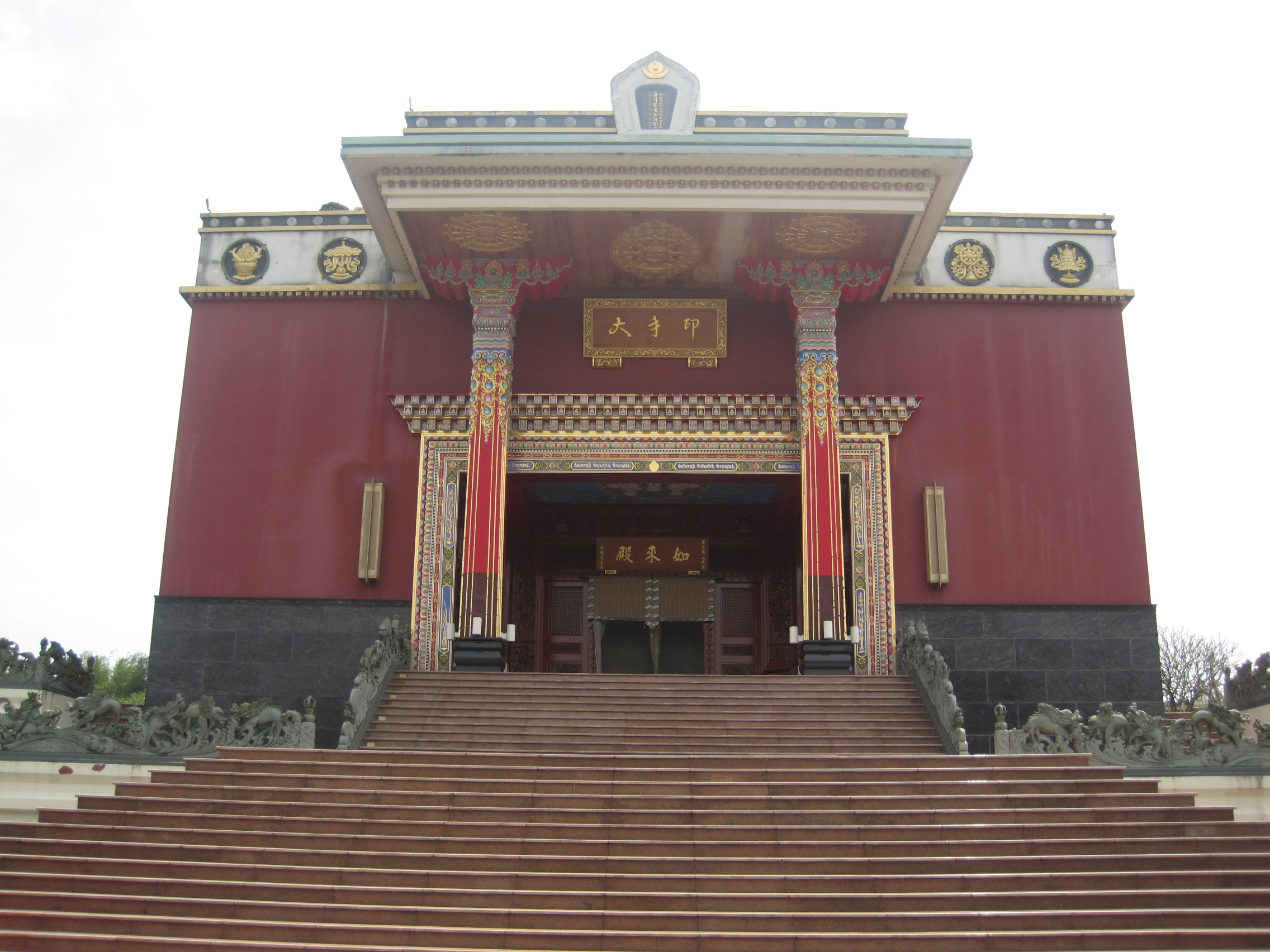
Karma-Kagyü-Tempel
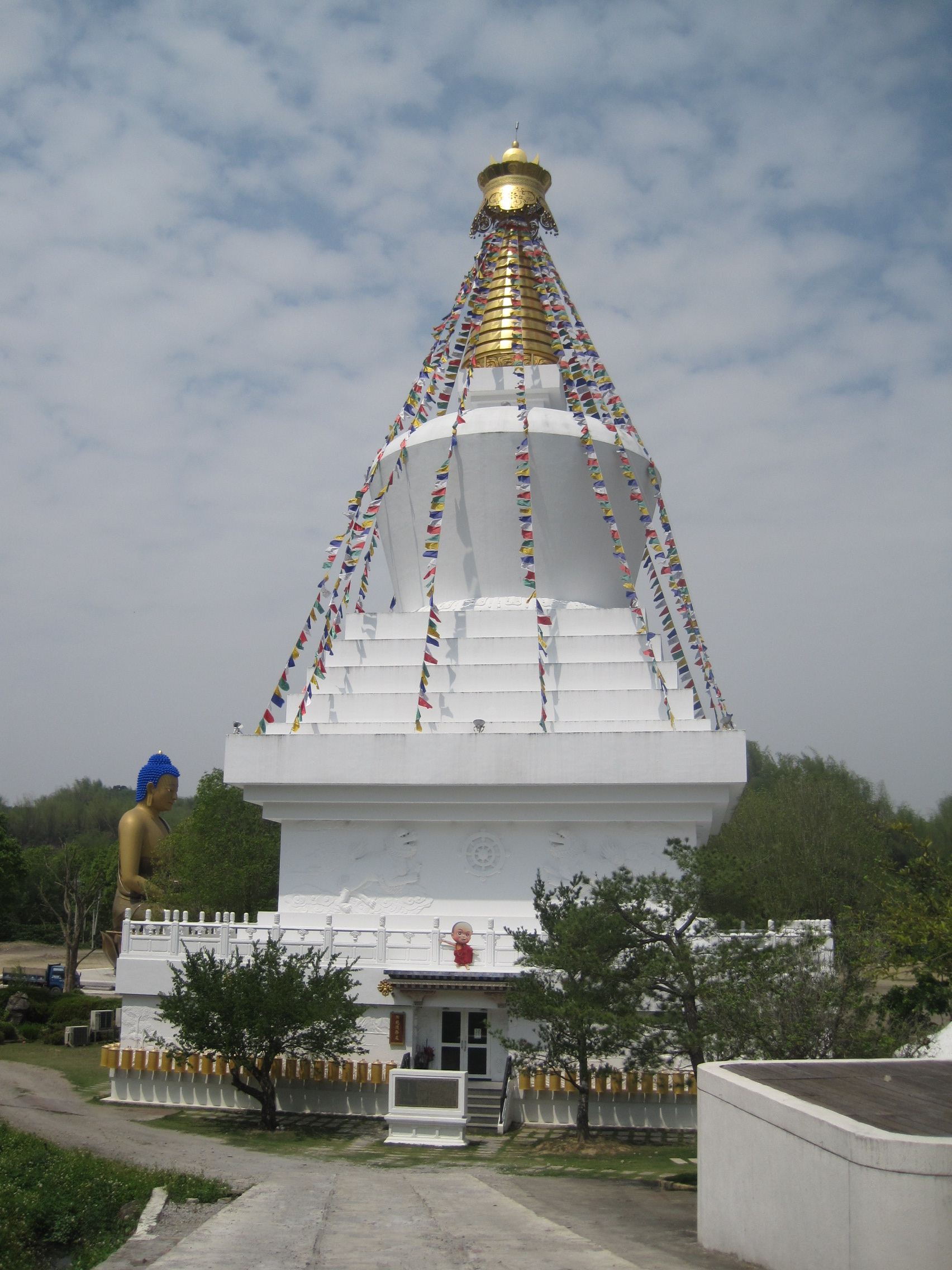
Stupa auf dem Tempelgelände
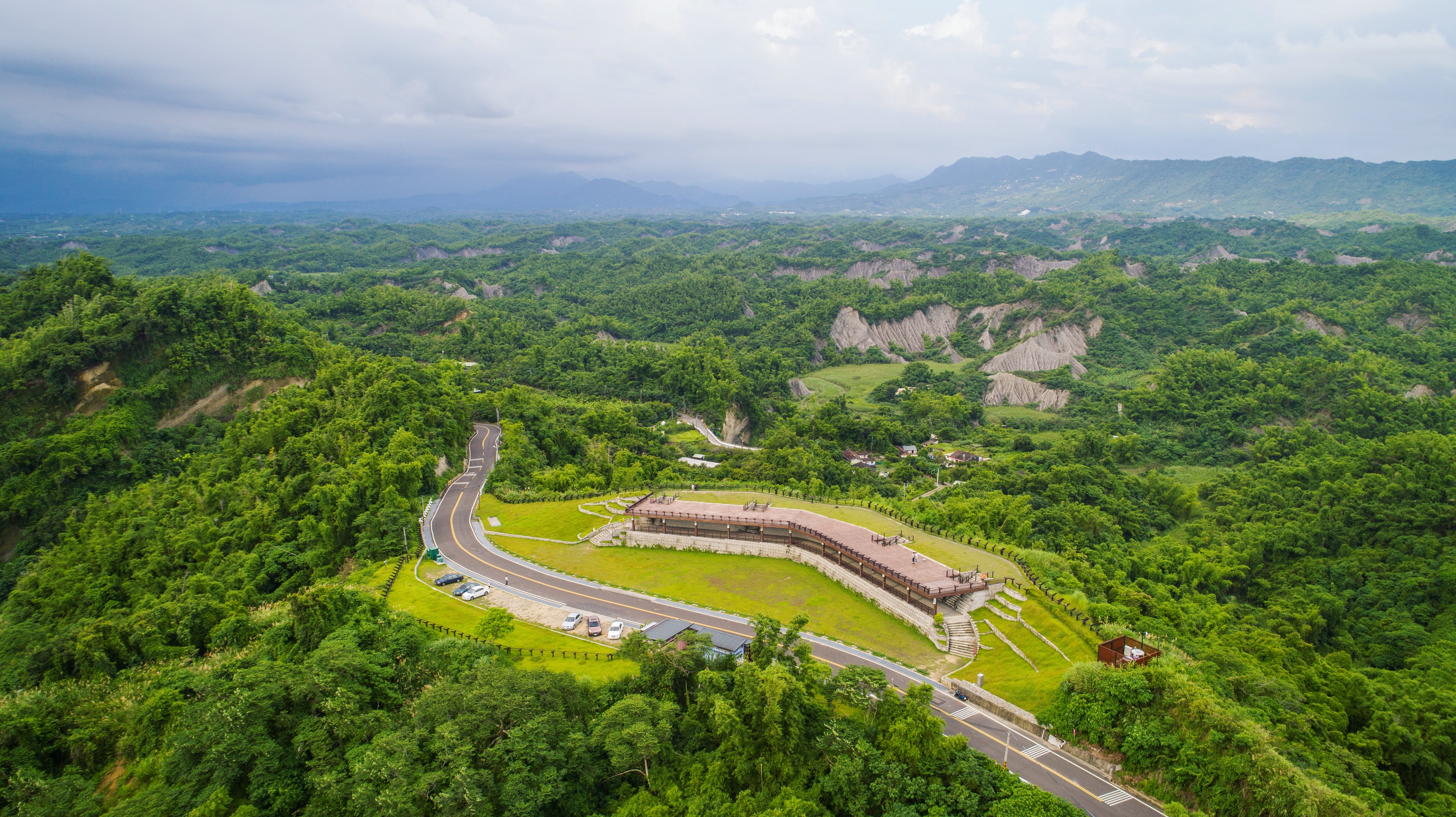
Sonnenbeobachtungs-Pavillon (im Hintergrund einige Badlands)